# Адам Сільвер
Адам Сільвер (англ. Adam Silver, нар. 25 квітня 1962) — американський юрист і спортивний керівник, п'ятий і діючий комісар Національної баскетбольної асоціації (НБА). Він приєднався до НБА в 1992 році та обіймав різні посади в лізі, ставши операційним директором і заступником комісара під керівництвом свого попередника і наставника Девіда Стерна у 2006 році. Коли Стерн пішов у відставку у 2014 році, Сільвер був призначений новим комісаром.
Під час перебування Сільвера на посаді комісара НБА ліга продовжувала розвиватися економічно та глобально, особливо в Китаї. У 2014 році Сільвер потрапив у заголовки ЗМІ за те, що змусив Дональда Стерлінга продати «Лос-Анджелес Кліпперс», а потім довічно заборонив Стерлінгу брати участь у всіх подіях НБА після його расистських висловлювань.